# Ribbon Cascade
Die Ribbon Cascade ist ein Wasserfall im Grand-Teton-Nationalpark im Westen des US-Bundesstaates Wyoming. Die Ribbon Cascade hat eine Höhe von 107 m und fällt im Hanging Canyon östlich von Symmetry Spire und Mount Saint John in der Teton Range hinab. Der Wasserfall liegt im Verlauf eines namenlosen, aufgrund der Schneeschmelze meist nur im Frühling bestehenden Baches, der sich von den Seen Arrowhead Pool, Ramshield Lake und Lake of the Crags in den Jenny Lake entwässert. Zum Wasserfall direkt führt kein markierter Weg, er kann allerdings von vielen Orten im Park, vor allem im Gebiet des Jenny Lake, gesehen werden.

## Belege
1. ↑  Ribbon Cascade, Wyoming, United States - World Waterfall Database. Abgerufen am 12. Juli 2021 (englisch).
2. ↑  Naturalatlas: Ribbon Cascade. Abgerufen am 12. Juli 2021 (englisch).
3. ↑  Geonames: Ribbon Cascade. Abgerufen am 12. Juli 2021.